# アトレティコ・マドリードB
クルブ・アトレティコ・デ・マドリードB（Club Atlético de Madrid "B"）は、スペイン・マドリード州マドリードに本拠地を置くアトレティコ・マドリードのリザーブチーム。2023-24シーズンはプリメーラ・フェデラシオン （3部相当）に所属している。

## 歴史

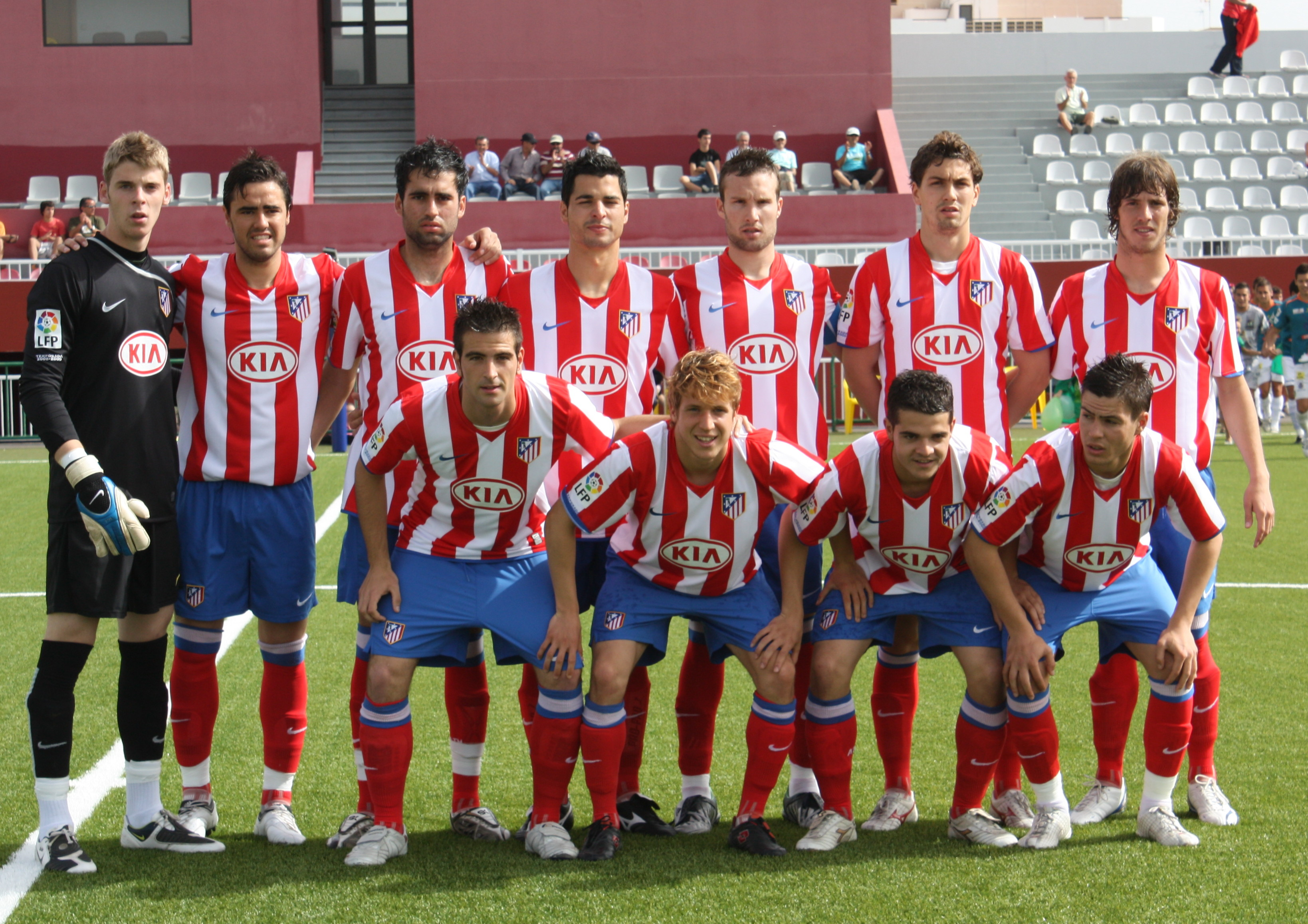
試合前の選手達 (2009年)

母体となるクラブは、1963年9月17日にCDレイフラとCAヘタフェの2つのクラブが合併してレイフラ・アトレティコOJEという名前で設立された。1970年にはアビアコ・マドリレーニョCFというアマチュアクラブを吸収している。同年、アトレティコ・マドリードに経営や選手の派遣などを行う契約を結び、アトレティコ・マドリレーニョCFにクラブ名を改称。運営は独立したクラブとして行われたため、コパ・デル・レイには出場していた。1991年、1991-92シーズンからアトレティコ・マドリードのリザーブチームとして活動することが決定し、これ以降はアトレティコ・マドリードの下部組織に組み込まれ、コパ・デル・レイにも出場が出来なくなった。
1998-99シーズンは2位と非常に好成績を残し、プリメーラ・ディビシオンの昇格圏内へと入ったこともあった。そして翌1999-2000シーズンはトップチームのアトレティコ・マドリードが不振に陥って降格したため、実際に降格圏内ではなかったBチームも影響を受けセグンダ・ディビシオンBへ降格した（トップチームと下部チームは同時に同じリーグにいることができないため）。
2020-21シーズン、スペインリーグ再編の影響を受けて5部相当にあたるテルセーラ・ディビシオンRFEF降格が決まった。クラブが5部相当のリーグでシーズンを戦うことは、クラブ史上初のことだった。

### クラブ名の変遷
- CDレイフラ (1963年-1964年)
- レイフラ・アトレティコO.J.E. (1964年-1970年)
- アトレティコ・マドリレーニョCF (1970年-1990年)
- アトレティコ・マドリードB (1990年-1992年)
- アトレティコ・マドリードB S.A.D. (1992年-)

## タイトル

### 国内タイトル
- セグンダ・ディビシオンB : 3回
  - 1988-89, 2000-01, 2003-04

- テルセーラ・ディビシオン : 1回
  - 2016-17

- テルセーラ・ディビシオンRFEF : 1回
  - 2021-22

## 過去の成績
- アトレティコ・マドリレーニョCF時代まで

| シーズン | 部 | ディビジョン    | 順位 | コパ・デル・レイ |
| -------- | -- | --------------- | ---- | ---------------- |
| 1966-67  | 4  | マドリード州1部 | 2位  |                  |
| 1967-68  | 3  | テルセーラ      | 10位 |                  |
| 1968-69  | 3  | テルセーラ      | 11位 |                  |
| 1969-70  | 3  | テルセーラ      | 5位  | 4回戦敗退        |
| 1970-71  | 3  | テルセーラ      | 5位  |                  |
| 1971-72  | 3  | テルセーラ      | 3位  | 3回戦敗退        |
| 1972-73  | 3  | テルセーラ      | 2位  | 1回戦敗退        |
| 1973-74  | 3  | テルセーラ      | 11位 | 3回戦敗退        |
| 1974-75  | 3  | テルセーラ      | 10位 |                  |
| 1975-76  | 3  | テルセーラ      | 5位  | 3回戦敗退        |
| 1976-77  | 3  | テルセーラ      | 5位  |                  |
| 1977-78  | 3  | セグンダB       | 11位 |                  |
| 1978-79  | 3  | セグンダB       | 10位 |                  |

| シーズン | 部 | ディビジョン | 順位 | コパ・デル・レイ |
| -------- | -- | ------------ | ---- | ---------------- |
| 1979-80  | 3  | セグンダB    | 2位  |                  |
| 1980-81  | 2  | セグンダ     | 14位 | 3回戦敗退        |
| 1981-82  | 2  | セグンダ     | 10位 | ベスト16         |
| 1982-83  | 2  | セグンダ     | 13位 | 2回戦敗退        |
| 1983-84  | 2  | セグンダ     | 14位 | 1回戦敗退        |
| 1984-85  | 2  | セグンダ     | 14位 | 3回戦敗退        |
| 1985-86  | 2  | セグンダ     | 20位 | 2回戦敗退        |
| 1986-87  | 3  | セグンダB    | 14位 | 2回戦敗退        |
| 1987-88  | 3  | セグンダB    | 11位 | 1回戦敗退        |
| 1988-89  | 3  | セグンダB    | 1位  | 2回戦敗退        |
| 1989-90  | 2  | セグンダ     | 20位 | 2回戦敗退        |
| 1990-91  | 3  | セグンダB    | 8位  |                  |

- アトレティコ・マドリードB時代以降

| シーズン | 部 | ディヴィジョン | 順位 |
| -------- | -- | -------------- | ---- |
| 1991-92  | 3  | セグンダB      | 7位  |
| 1992-93  | 3  | セグンダB      | 7位  |
| 1993-94  | 3  | セグンダB      | 6位  |
| 1994-95  | 3  | セグンダB      | 9位  |
| 1995-96  | 3  | セグンダB      | 4位  |
| 1996-97  | 2  | セグンダ       | 12位 |
| 1997-98  | 2  | セグンダ       | 9位  |
| 1998-99  | 2  | セグンダ       | 2位  |
| 1999-00  | 2  | セグンダ       | 17位 |
| 2000-01  | 3  | セグンダB      | 1位  |
| 2001-02  | 3  | セグンダB      | 10位 |
| 2002-03  | 3  | セグンダB      | 12位 |
| 2003-04  | 3  | セグンダB      | 1位  |
| 2004-05  | 3  | セグンダB      | 6位  |
| 2005-06  | 3  | セグンダB      | 9位  |
| 2006-07  | 3  | セグンダB      | 14位 |
| 2007-08  | 3  | セグンダB      | 10位 |
| 2008-09  | 3  | セグンダB      | 13位 |
| 2009-10  | 3  | セグンダB      | 7位  |
| 2010-11  | 3  | セグンダB      | 11位 |

| シーズン | 部 | ディヴィジョン | 順位    |
| -------- | -- | -------------- | ------- |
| 2011-12  | 3  | セグンダB      | 5位     |
| 2012-13  | 3  | セグンダB      | 7位     |
| 2013-14  | 3  | セグンダB      | 16位    |
| 2014-15  | 3  | セグンダB      | 18位    |
| 2015-16  | 4  | テルセーラ     | 4位     |
| 2016-17  | 4  | テルセーラ     | 1位     |
| 2017-18  | 3  | セグンダB      | 10位    |
| 2018-19  | 3  | セグンダB      | 3位     |
| 2019-20  | 3  | セグンダB      | 3位     |
| 2020-21  | 3  | セグンダB      | 8位/4位 |
| 2021-22  | 5  | テルセーラRFEF | 1位     |
| 2022-23  | 4  | セグンダRFEF   | 3位     |
| 2023-24  | 3  | 連盟1部        |         |

- 11シーズン - セグンダ・ディビシオン
- 1シーズン - プリメーラ・フェデラシオン
- 30シーズン - セグンダ・ディビシオンB
- 12シーズン - テルセーラ・ディビシオン
- 1シーズン - セグンダ・ディビシオンRFEF
- 1シーズン - テルセーラ・ディビシオンRFEF

## 現所属メンバー
2023年9月7日現在
注：選手の国籍表記はFIFAの定めた代表資格ルールに基づく。
| No. | Pos. |              | 選手名                   |
| --- | ---- | ------------ | ------------------------ |
| 1   | GK   | スペイン     | アントニオ・ゴミス       |
| 3   | DF   | スペイン     | マルコ・モレノ           |
| 4   | DF   | アルゼンチン | マリアーノ・ゴメス       |
| 5   | DF   | ギリシャ     | イリアス・コスティス     |
| 6   | MF   | セネガル     | アッサン・エンディアイェ |
| 7   | FW   | スペイン     | ディエゴ・ブリ           |
| 8   | MF   | スペイン     | セルヒオ・ゲレーロ       |
| 9   | FW   | モロッコ     | ナビル・トゥアイシ       |
| 10  | MF   | スペイン     | アレックス・カラトラバ   |
| 11  | FW   | モロッコ     | サリム・エル・ジェバリ   |
| 13  | GK   | スペイン     | アレハンドロ・イトゥルベ |
| 14  | DF   | スペイン     | ジョエル・アルミ         |
| 15  | DF   | スペイン     | ダニ・マルティネス       |

| No. | Pos. |          | 選手名                       |
| --- | ---- | -------- | ---------------------------- |
| 16  | DF   | スペイン | カルロス・プガ               |
| 17  | FW   | スペイン | アドリアン・ニーニョ         |
| 18  | MF   | スペイン | マリオ・ダ・コスタ           |
| 19  | MF   | スペイン | アレハンドロ・メスタンサ     |
| 20  | MF   | スペイン | マリオ・マロト               |
| 21  | FW   | モロッコ | アブデ・ライアニ             |
| 22  | MF   | スペイン | パブロ・ペレス               |
| 23  | MF   | スペイン | アイトール・ヒスメラ         |
| 24  | GK   | スペイン | セルヒオ・メストレ           |
| 25  | MF   | スペイン | ダビド・ムニョス             |
| 26  | DF   | セルビア | イヴァン・ヴァシリエヴィッチ |
| 27  | DF   | スペイン | ハビエル・ボニャール         |

監督
- ルイス・テベネト

## 歴代監督
| - テディ・パチェコ 1969-1970 - ホセ・アントニオ・オルメド 1970-1971 - ラモン・コボ 1971-1972 - ホセ・アントニオ・オルメド 1971-1972 - ラモン・コボ 1972-1974 - ホセ・メディナ 1974 - アンヘル・カスティージョ 1975 - パキート 1975-1976 - マキシモ・エルナンデス 1976-1978 - ホアキン・ペイロ 1978-1985 - ホセ・ウファルテ 1985-1986 - エドゥアルド・カトゥルラ 1986-1987 - オベレホ 1987-1988 - エミリオ・クルス 1988-1989 - ホス・オルトゥオンド 1989-1990 - アントニオ・サセーニャ 1990 | - マヌエル・ルイス・ソサ 1990-1991 - アントニオ・サセーニャ 1991 - ミゲル・ポロ 1991-1992 - ヘスス・タルティラン 1992-1993 - サンティアゴ・ロドリゲス 1993-1994 - エミリオ・クルス 1994-1995 - プラード 1995-1996 - カルロス・ディアルテ 1996-1997 - サンチェス・アギアル 1997-1999 - フェルナンド・サンブラーノ 1999-2000 - ウィルフレド・グティエレス 2000 - カンタレロ 2001-2002 - ルイス・ペレイラ 2002 - ラファエル・フアネス・ガジェゴ 2002 - プラード 2002-2003 - ペペ・ムルシア 2003-2006 | - ソサ・エスピネル 2006-2007 - アルフレド・メリーノ 2006-2007 - アブラハム・ガルシア 2007-2009 - アントニオ・リバス 2009-2011 - ミリンコ・パンティッチ 2011-2012 - アルフレド・サンタエレナ 2012-2014 - ロベルト・マリナ 2014 - オスカル・メナ 2014 - サンチェス・アギアル 2015 - ロベルト・フレスネドソ 2015 - ビクトル・アフォンソ 2015-2016 - オスカル・フェルナンデス 2016-2019 - ナチョ・フェルナンデス 2019-2021 - アントニオ・リバス 2021 - ルイス・ガルシア・テベネット 2021- |

## 歴代所属選手

### GK
- アベル・レシーノ 1982-1986
- リカルド 1990-1998
- コルド・アルバレス 1991-1992
- ダビド・デ・ヘア 2008-2009
- ボノ 2012-2016
- ホスア・メヒアス 2019-2020

### DF
- トマス 1982-1984
- ロベルト・ソロサバル 1988-1989
- フアンマ・ロペス 1988-1992
- トニ・ムニョス 1989-1990
- アントニオ・ロペス 1999-2001
- リュカ・エルナンデス 2014-2015
- テオ・エルナンデス 2015-2017

### MF
- ロベルト・マリナ 1980-1982
- ルベン・バラハ 1996-1999
- パブロ・ガルシア 1997-2000
- ズヴォニミル・ヴキッチ 1998-2000
- ガビ 2002-2004
- マリオ・スアレス 2004-2006
- イグナシオ・カマーチョ 2007-2008
- コケ 2008-2011
- サウール・ニゲス 2010-2013
- トーマス・パーテイ 2012-2013
- ケイディ・バレ 2016-2018
- パブロ・バリオス 2022-2023

### FW
- キケ・エステバランス 1984-1987
- ジョアン・ピント 1990-1991
- サンティアゴ・エスケーロ 1996-1997
- ヴェリコ・パウノヴィッチ 1996-1998
- マルコ・フェレイラ 1997
- アンヘル・アリスメンディ 2003-2004
- イブラヒマ・バルデ 2009-2010